# EF النهر
EF Eridani (يختصر EF Eri, ويشار إليها أحيانا على نحو خاطئ EF Eridanus) هو نجم متغير في كوكبة النهر من نوع يعرف باسم نجوم أية أم الجاثي القطبية أو نجوم متغيرة كارثية مغناطيسية.تاريخيا يتراوح قدرة الظاهري بين 14.5 و 17.3، على الرغم من أن قدرة الظاهري ظل عند الحد الأدنى منذ عام 1995 .يتكون النظام من قزم أبيض مع كتلة-جرم دون نجمي سابق في المدار.

## EF Eridani B
كتلة الجسم الدون نجمي حول القزم الأبيض هي كتلة نجم فقد كل غازه إلى القزم الأبيض. وما تبقى هو كرة جرم كتلتة 0.05 كتلة شمسية (M☉).، وهو صغير جدا لمواصلة الانصهار،وليس لديه تكوين كوكب-كبير أو قزم بني، أو أبيض. ولايوجد تصنيف لهذة البقايا النجمية .
ومن المتوقع أنة قبل 500 مليون سنة، بدأ القزم الأبيض بتفكيك النجم المرافق، في الوقت الذي كانت تفصل بينهم مسافة 7 ملايين كم. واثناء خسارتة لكتلة، إقترب مدار النجم العادي أكثر وأكثر، حتى انخفضت المسافة بينهما إلى المسافة الحالية المقدرة بحوالي 700,000 كم.

## وصلات خارجية
- (CNN) Faded star defies description
- AAVSO charts for EF Eridani